# Saturnia dilutibasis
Saturnia dilutibasis är en fjärilsart som beskrevs av Gschwandner. 1919. Saturnia dilutibasis ingår i släktet Saturnia och familjen påfågelsspinnare. Inga underarter finns listade.